# Platycorynus dentatus
Platycorynus dentatus es una especie de insecto coleóptero de la familia Chrysomelidae.
Fue descrita científicamente en 1982 por Tan.